# Emirates Arena
Der Sportkomplex Commonwealth Arena and Sir Chris Hoy Velodrome (zuvor National Indoor Sports Arena (NISA) and Sir Chris Hoy Velodrome) in der schottischen Stadt Glasgow wurde ab 2009 für die Commonwealth Games 2014 errichtet und im Oktober 2012 eröffnet. Seit September 2012 heißt der 113 Mio. £ teure Komplex Emirates Arena. Seit der Saison 2012/13 sind die Glasgow Rocks aus der British Basketball League (BBL) und seit ihrer Wiederauflage seit 2016 die Scottish Open als Bestandteil der Home Nations Series des Snookers in der Emirates Arena beheimatet.

## Geschichte
Die Sportstätte befindet sich in unmittelbarer Nachbarschaft zum Celtic Park, dem Fußballstadion von Celtic Glasgow im Stadtteil Parkhead. Die Arena diente als Austragungsort für die Bahnrad- und Badminton-Wettbewerbe der Commonwealth Games. 2017 wurden die zwölf Badmintonplätze im Sportkomplex Austragungsort der Badminton-Weltmeisterschaft sein. Sie verfügt zudem über eine hydraulisch absenkbare Leichtathletikanlage mit sechs Bahnen und 200 Meter Länge, so dass sie künftig auch für Hallen-Leichtathletik-Veranstaltungen genutzt werden kann, sowie über weitere Trainingshallen. Es finden 7.000 Zuschauer Platz in der Arena. Die Baukosten wurden zu Beginn des Projektes auf rund 120 Mio. £ geschätzt.
Das Velodrom ist die erste überdachte Radrennbahn in Schottland und verfügt über eine 250 Meter lange Bahn aus sibirischer Zirbelkiefer, die von dem Münsteraner Architekten Ralph Schürmann konzipiert wurde und 2.000 Sitz- sowie 500 Stehplätze bietet. Für große Veranstaltungen kann es um 2.000 Plätze aufgestockt werden. Es wurde 2012 seiner Bestimmung übergeben. Benannt wurde es nach dem mehrmaligen schottischen Bahn-Olympiasieger Sir Chris Hoy. 2012 wurde dort ein Lauf des Bahnrad-Weltcups und 2013 die UCI-Bahn-Weltmeisterschaften der Junioren ausgetragen. Im Rahmen der European Championships 2018 werden die UEC-Bahn-Europameisterschaften 2018 im Velodrome ausgetragen.
Es werden auch Tennis-Veranstaltungen im Sportkomplex ausgetragen. 2015 erreichte die britische Davis-Cup-Mannschaft  mit Andy Murray das Halbfinale. Die Begegnung gewann man gegen die Australien mit 3:2. Zuvor schlug man in der ersten Runde die Vereinigten Staaten mit 3:2. 2016 gelang den Briten wieder der Sprung ins Semifinale, dort verloren sie gegen die Argentinier mit 2:3.
Seit 2016 werden die Scottish Open, ein Snookerturnier der Home Nations Series hier veranstaltet. 
Seit seiner Fertigstellung ist der Komplex einer der größten seiner Art in Europa. Er beherbergt zudem den schottischen Sportverband „Sportscotland“ sowie den Radsportverband Scottish Cycling.

## Galerie

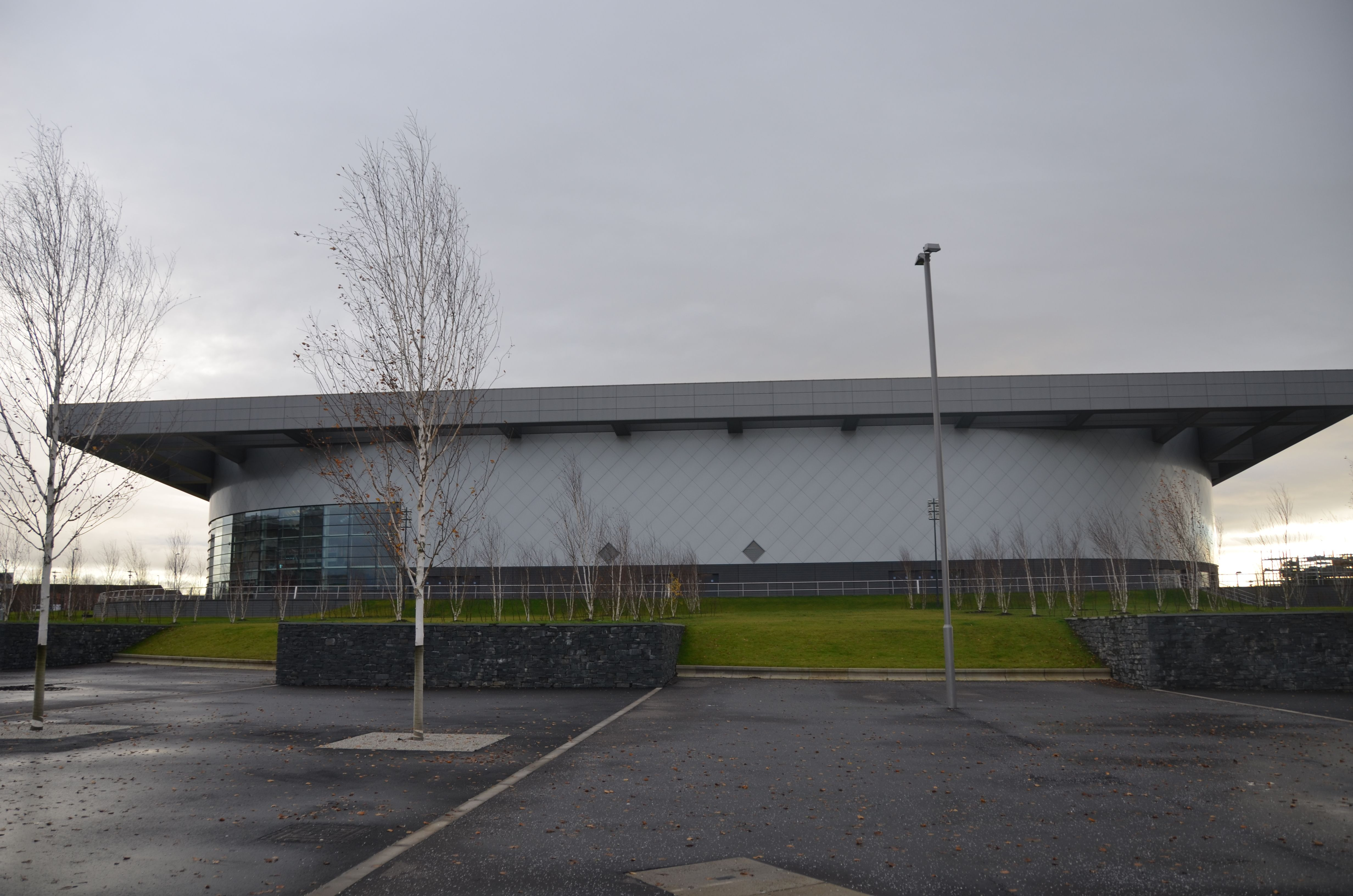
Außenansicht der Emirates Arena (2012)
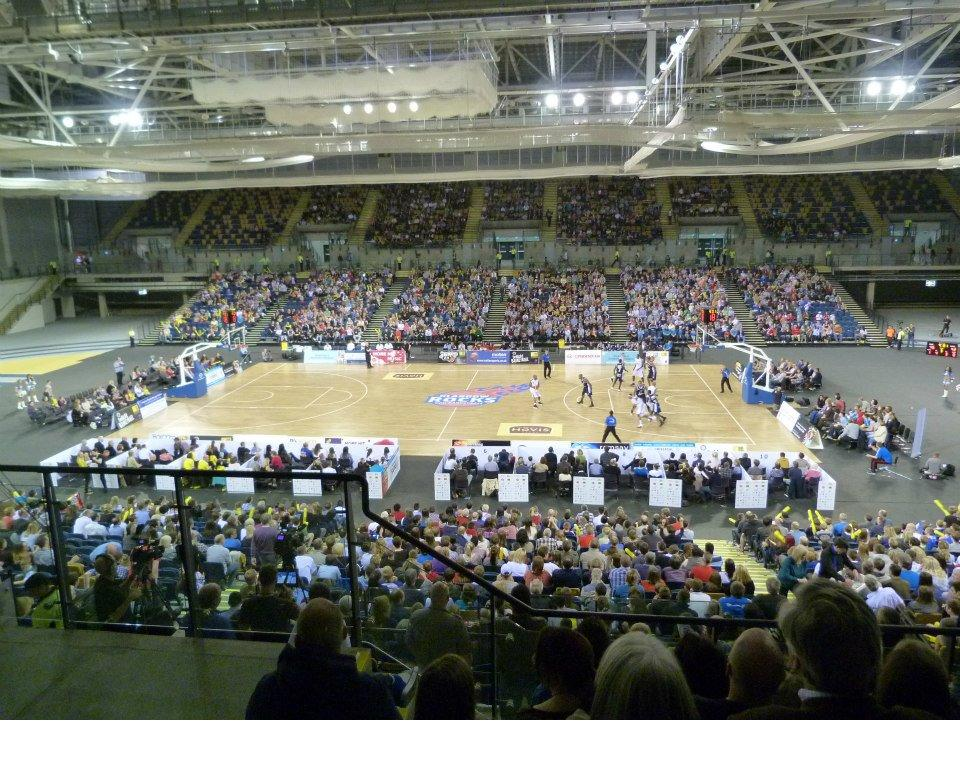
Erstes Spiel der Glasgow Rocks in der neuen Emirates Arena gegen die Newcastle Eagles (2012)
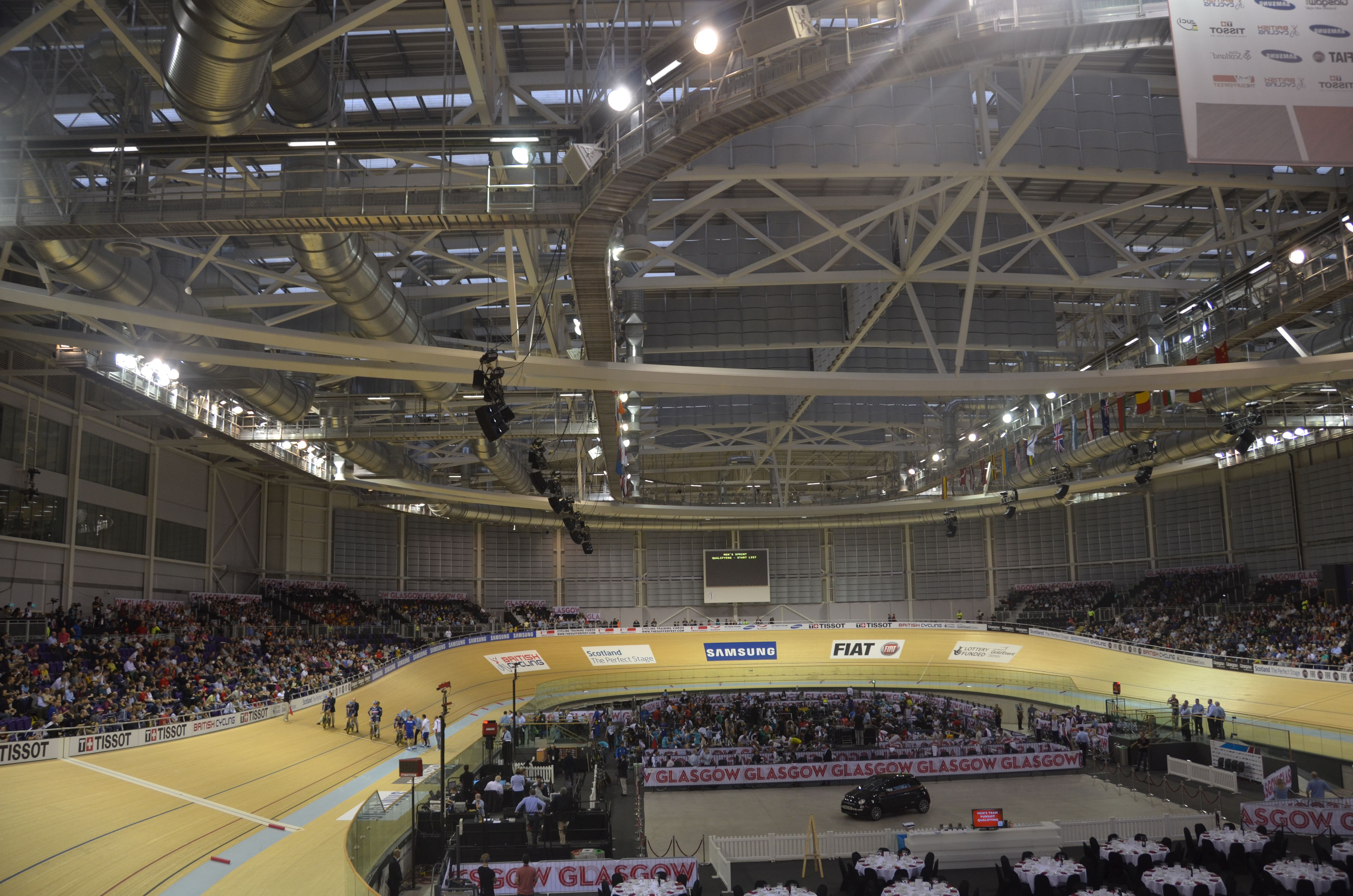
Das Velodrom von innen (2012)
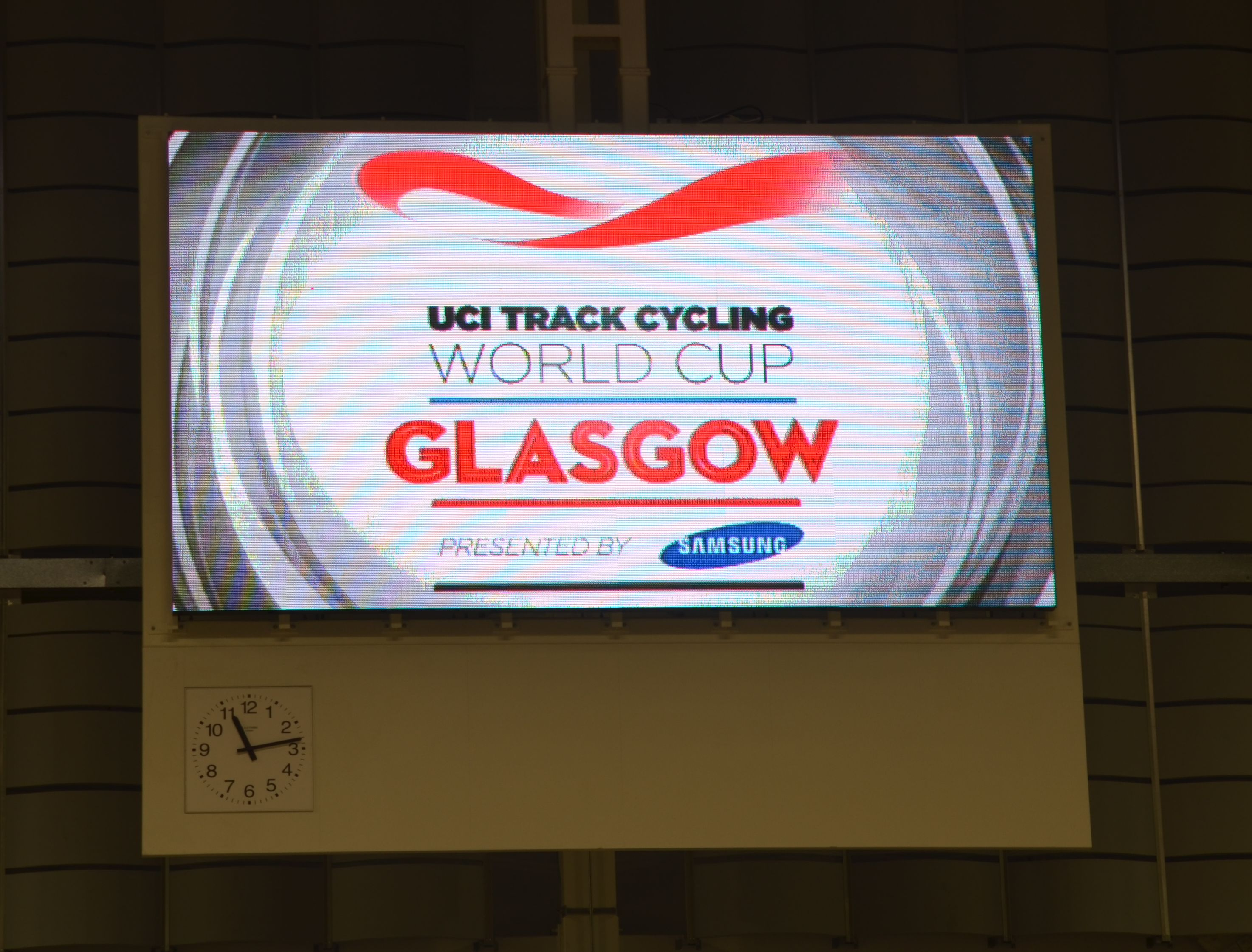
Video-Anzeigetafel im Velodrome (2012)